# たとえるバラエティ クイズ!鼻からスイカ
『たとえるバラエティ クイズ!鼻からスイカ』（たとえるバラエティ クイズ!はなからスイカ）は、2020年から読売テレビの制作により、日本テレビ系列で不定期放送されているクイズバラエティ番組。

## 番組概要
顔が似ていて「瓜二つ」と評判のフットボールアワーの後藤輝基とA.B.C-Zの河合郁人がダブルMCを務め、世の中のさまざまな「たとえ」をクイズ形式で学ぶ知的好奇心探求番組。個性派ゲストたちがクイズに大喜利感覚で挑む。
タイトルの「鼻からスイカ」とは出産の痛みを「鼻からスイカを出すような」とたとえた表現である。
2020年7月26日放送回が「ATP上方番組大賞」の優秀賞に選ばれている。
2022年11月24日には『たとえ発掘バラエティ 後藤＆河合はウリふたつ!?』としてリニューアルし、2時間スペシャルとなってゴールデン・プライム帯に初進出した。

## 出演者
MC
- 後藤輝基（フットボールアワー）
- 河合郁人（A.B.C-Z）

クイズ解答者
第1回
- 岩尾望（フットボールアワー）、 デーモン閣下、アインシュタイン 、 渋谷凪咲（NMB48）

第2回
- 渋谷凪咲（NMB48）、岩尾望（フットボールアワー）、くっきー!（野性爆弾）、小沢一敬（スピードワゴン）、草野華余子

第3回
- 岩尾望（フットボールアワー）、梅沢富美男、土屋アンナ、すゑひろがりず、渋谷凪咲（NMB48）

第4回
- 岩尾望（フットボールアワー）、高島礼子、ケンドーコバヤシ、DAIGO、丸山礼

ウリふたつ!?
- アンミカ、岩尾望（フットボールアワー）、梅沢富美男、川島明（麒麟）、渋谷凪咲（NMB48）、Toshl（龍玄とし）、蛙亭（中野周平、イワクラ）、松本若菜

## 放送リスト
| 回 | 放送日         | 放送時間（JST）    | 解答者 | 備考                   |
| -- | -------------- | ------------------ | ------ | ---------------------- |
| 1  | 2020年7月26日  | 日曜15:00 - 16:30  |        | この回のみ関西ローカル |
| 2  | 2021年6月10日  | 木曜23:59 - 翌0:54 |        | この回から全国ネット   |
| 3  | 2021年12月16日 | 木曜23:59 - 翌0:54 |        | 2週連続放送            |
| 4  | 2021年12月23日 | 木曜23:59 - 翌0:54 |        | 2週連続放送            |

## スタッフ
- ディレクター：阪口智稀・髙橋優佳里（読売テレビ）、西英太郎・岡本和樹・吉田光希（レジスタX1）、金沢武慶（西→第1,3回-、岡本・髙橋→第3回-、吉田・金沢→ウリふたつ!?第1回、金沢→第3回は慶武名義）
- 構成：長谷川朝二、岡内義人、くらやん（くらやん→第3回-）、上田まさる（ウリふたつ!?第1回）
- ナレーター：山田真一、三石琴乃（共にウリふたつ!?第1回）
- TD・LD：窪内誠（読売テレビ、ウリふたつ!?第1回）
- SW：杉本麻也（読売テレビ、ウリふたつ!?第1回）
- CAM：渡辺滋雄（ウリふたつ!?第1回）
- MIX：青山禎矢（ウリふたつ!?第1回）
- VE：柏原佐祐子（ウリふたつ!?第1回）
- VTR：河合瑠奈（ウリふたつ!?第1回）
- 照明：香川和代（プログレッソ、ウリふたつ!?第1回）
- EED：明石健二・工藤雄貴（マウス、工藤→ウリふたつ!?第1回）
- テロップ：井上ちひろ（マウス）
- MA：品川泰宏（ytv Nextry）
- 音効：鈴木宗寿
- 美術：尾前江美（読売テレビ）
- 美術制作：永田勝明（フジアール、ウリふたつ!?第1回）
- アートコーディネーター：徳永法子（フジアール、ウリふたつ!?第1回）
- 大道具：岩崎隆史（ウリふたつ!?第1回）
- アクリル装飾：松本健（ウリふたつ!?第1回）
- 編成：川口孝幸（読売テレビ、第3回-）、岩野哲也（読売テレビ、ウリふたつ!?第1回）
- 宣伝：吉井智也（読売テレビ）、森脇征大（読売テレビ、ウリふたつ!?第1回）
- キャスティング協力：北村かずや（ビーオネスト、ウリふたつ!?第1回）
- デスク：遠藤末涼（ウリふたつ!?第1回）
- 協力：ytv Nextry、ヌーベルバーグ、プログレッソ、フジアール、チトセアート、ネクステージ、テルミック、ヤマモリ、渚華、山田かつら、東京衣裳、マルチバックス、MABU、光学堂、J-Crew、View、エムズプロ、ピースリー本舗、マウス、エイデック、バックアップメディア、ビーオネスト、クロスブリード、ホテル・ロッジ舞洲、GRANKNOT COFFEE、明治学院大学、熱海市（バック→第1回・ウリふたつ!?第1回、J-Crew→第2回・ウリふたつ!?第1回、View→第3回-、ヌーベル・プロ・フジ・チトセ・ネク・テルミ・ヤマモリ・渚華・山田・マルチ・光学堂・ピースリー・エムズ・エイ・ビー・クロス・ホテル・GRAN・明治学院・熱海市→ウリふたつ!?第1回）
- AD：大家永実菜・佐伯梨奈（レジスタX1、佐伯→第1,2回はディレクター、共に第3回-）、江口真太郎（ウリふたつ!?第1回）
- AP：春田尚子
- 演出：辻あゆみ（レジスタX1）
- プロデューサー：後藤ちあき（吉本興業、第3回-）
- 企画/プロデューサー：中埜勝之（読売テレビ）、橘庸介（レジスタX1）
- チーフプロデューサー：高橋宏輔（読売テレビ、ウリふたつ!?第1回）
- 制作協力：レジスタX1（ウリふたつ!?第1回、第1-4回は協力）、吉本興業
- 制作著作：読売テレビ

### 過去のスタッフ
- ディレクター：山本大翔（読売テレビ）、堀一範（フロッグ）（共に第1回）、濱森基大（レジスタX1、第1-4回、第2回は浜森名義）、月本純暉（レジスタX1、第2回）、滝村展宏（レジスタX1、第2,4回）、岡田凌（レジスタX1、第3回）
- ナレーター：三浦隆志・森若佐紀子（読売テレビアナウンサー）（共に第1-4回）
- TD・LD：窪田和弘（読売テレビ、第1-4回）
- SW：井ノ口鉱三（読売テレビ、第1-4回）
- CAM：野口忠繁（読売テレビ、第1回）、大橋優（読売テレビ、第2回）、坂口拓磨（読売テレビ、第2-4回）、藤井義行・大矢晃平・古門優弥（読売テレビ、共に第3,4回）
- MIX：松下英男（第2回）、木村冬樹（CARROT、第2-4回）
- VE：四方武範（第1回）、池見憲一（読売テレビ、第1,3,4回）
- 美術進行：宮﨑友紀（第1-4回）
- ロゴデザイン：井上昭彦（第1回）
- 協力：フロッグ、アイディア・リミックス・クラブ（共に第1回）、ハートス、エキスプレス、ブレーンズ、教映社、A.I.C、つむら工芸、高津商会、グリーン・アート（共に第1-4回）、SNOVA新横浜、那須ワールドモンキーパーク、invisiblestore（共に第2回）、Casper John（第3回）、トラッド（第3,4回）、ワールド牧場、旧河南町立白木小学校、enwsp、GLIONレンタカー、卑弥呼、UNOAERRE（共に第4回）
- AD：小早川竜哉（レジスタX1、第3回）
- プロデューサー：坂口大輔（吉本興業、第1,2回）
- チーフプロデューサー：山口剛正（読売テレビ、第1,2回）、竹本輝之（読売テレビ、第3,4回）